# Sands End
Sands End – dzielnica Londynu, w Wielkim Londynie, leżąca w gminie Hammersmith and Fulham. Leży 8,1 km od centrum Londynu. W 2011 roku dzielnica liczyła 12 760 mieszkańców.